# Xã McHenry, Quận Lycoming, Pennsylvania
Xã McHenry (tiếng Anh: McHenry Township) là một xã thuộc quận Lycoming, tiểu bang Pennsylvania, Hoa Kỳ. Năm 2010, dân số của xã này là 143 người.